# Constantin Catacazi
Constantin Catacazi sau Catacazy (în rusă Константин Гаврилович Катакази, transliterat: Konstantin  Gavrilovici Katakazi; n. 1830 – d. 1890) a fost un diplomat rus din secolul al XIX-lea, ministru plenipotențiar al Imperiului Rus în Statele Unite ale Americii.

## Antecedente ale familiei
Familia Catacazi era o familie aristocratică de origine greacă fanariotă. În 1807, Anton Catacazi, patriarhul familiei, a emigrat împreună cu fii săi din Moldova în Rusia. Familia Catacazi avea mari proprietăți în estul Moldovei, care au fost transferate Rusiei prin Tratatul de la București. Familia este menționată în catalogul familiilor aristocratice din gubernia Basarabia.
Cei doi fii ai lui Anton Catacazi s-au implicat în viața politică a Rusiei. Fiul cel mare Constantin A. Catacazi (1775-1826) a fost guvernator al Basarabiei din 1818 până în 1825. Însurat cu o principesă din familia Ipsilanti, Constantin a susținut în mod activ societatea secretă greacă Filiki Eteria și acțiunea militară a lui Alexandru Ipsilanti în Moldova și Țara Românească din 1821. Al doilea fiu, Gavriil Catacazi, a intrat în serviciul diplomatic rus. Principala sa misiune a fost cea de legat al Imperiului Rus pe lângă regele Otto al Greciei. După această misiune, Gavriil a fost numit senator al Imperiului Rus.

## Începutul activității diplomatice
Constantin Gavrilovici Catacazi a intenționat să urmeze cariera tatălui său și a intrat în serviciul Ministerului Afacerilor Străine al Rusiei. La începutul anului 1865 Catacazi i-a scris un memoriu Principelui Aleksandr Gorceakov cancelar de stat al Imperiului Rus. Memoriul său prezenta un plan conform căruia Rusia putea fi mediator în războiul civil american. În argumentarea sa, Catacazi susținea că atât Nordul cât și Sudul considerau că Rusia este un prieten deosebit al lor, ceea ce o punea într-o situație avantajoasă de mediator. Această ipoteză nu era absolut corectă, deoarece flota rusă efectuase manevre prin care demonstra sprijinul Rusiei pentru cauza nordistă, cu scopul de a împiedeca intervenția Regatului Unit de partea Confederației. Memoriul arăta că era în interesul Rusiei să se alieze cu Statele Unite pentru a contrabalansa influența Imperiului Britanic.
Gorceakov s-a declarat favorabil recomandărilor din memoriu, dar nu a luat nicio decizie asupra propunerilor. El i-a trimis o copie a memoriului lui Eduard Andreevici Stoeckl, ministrul plenipotențiar al Rusiei la Washington, dându-i toată latitudinea de a aprecia situația și de a lua măsurile pe care le considera cele mai potrivite cu privire la propunerile lui Catacazi.Războiul civil american se apropia însă de sfârșit și cu o lună înainte de căderea orașului Richmond, medierea nu era o opțiune realistă.
După ce dusese la bun sfârșit negocierile pentru vânzarea provinciei Alaska către Statele Unite, în 1869, Stoeckl și-a prezentat demisia pe motive de sănătate. Vladimir Andreevici Bodisko, fost agent al Companiei Ruso-Americane a fost desemnat temporar ca locțiitor al șefului legației Rusiei de la Washington. Ca soluție definitivă, Cancelarul Gorceakov a propus numirea protejatului său, Constantin Catacazi, ca trimis extraordinar și ministru plenipotențiar al Rusiei în Statele Unite.
Deși, inițial, Țarul Alexandru al II-lea al Rusiei avusese rețineri în legătură cu această numire, în cele din urmă a cedat recomandărilor cancelarului. În cursul audienței de numire, țarul Alexandru al II-lea i-a spus lui Catacazi: „Instrucțiunile Dvs. sunt foarte concise și clare: trebuie să vă reamintiți în permanență că poporul american este cel mai bun prieten al nostru.”

### Misiunea în Statele Unite
Catacazi a sosit la Washington spre sfârșitul anului 1869. Experiența sa diplomatică era însă orientată mai mult către relațiile diplomatice ale Rusiei cu statele din Balcani, unde trimișii ruși erau frecvent implicați în diferite intrigi cu intenția de a influența politicile interne ale țărilor în care erau acreditați. Constantin a încercat să utilizeze aceleași procedee în Statele Unite. El s-a opus direct cererii de despăgubiri a unui cetățean american împotriva unor firme rusești, încercând prin diferite metode să-l silească să-și retragă cererea. În acea vreme aveau loc negocieri în cadrul Comisiei Mixte a Regatului Unit și a Statelor Unite pentru rezolvarea problemei compensărilor pentru prejudiciul adus prin vânzarea vasului CSS Alabama forțelor sudiste, în timpul războiului civil american. Catacazi a publicat diferite materiale în presă, încercând să ducă la eșecul negocierilor. De asemenea, el a încercat să influențeze deciziile și modul de vot al diferitor membri ai Congresului. Secretarul de Stat Hamilton Fish l-a atenționat în repetate rânduri că această comportare nu era compatibilă cu statutul său diplomatic, totuși Catacazi nu și-a modificat modul de a acționa. Mai mult, Catacazi a început să se exprime nerespectos față de președinte și de membrii guvernului american. Confruntat cu declarațiile respective, Catacazi nega orice implicare sau vinovăție.

## Tensiunile diplomatice dintre Rusia și Statele Unite.
În cele din urmă situația a devenit cu totul intolerabilă și  președintele  Ulysses S. Grant  i-a dat instrucțiuni  Secretarului de Stat Fish să-i ceară gvernului rus rechemarea ministrului Catacazi. În scrisoarea către Ministerul Afacerilor Străine al Rusiei se menționa:
"În momentul sosirii sale la Washington, Catacazi a făcut promisiunea că va fi un ministru foarte eficient și acceptabil, făcând o impresie foarte plăcută. Totuși, în foarte scurt timp, a devenit foarte dezagreabil, intervenind în probleme care nu erau în niciun fel corelate cu mandatul său. A intervenit de asemenea în probleme de competența Congresului, deranjând  Senatorii și Membri Camerei Reprezentanților și făcând uz de intervenții și solicitări personale, neuzuale din partea reprezentanților altor puteri acreditate pe lângă acest guvern. Aceste acțiuni erau respingătoare și deranjante pentru membrii legislativului, care erau abordați în acest mod nepotrivit, având tendința de a împiedeca libertatea procesului legislativ în problemele la care se refereau intervențiile sale. El nu s-a sfiit să folosească ziarele acestei țări pentru a influența opinia publică în legătură cu problemele pe care guvernul le avea de rezolvat și și-a permis multe libertăți în caracterizarea diferitor măsuri luate de guvern sau a diferitor persoane oficiale. În conversațiile sale el era mai  agresiv și mai nereținut, utilizând un limbaj abuziv și denigrator față de diferite persoane, multe dintre ele având funcții publice și bucurându-se de respectul și încrederea colectivității. Incorectitudinea unui ministru străin de a încerca astfel să influențeze și să inducă în eroare opinia publică a țării constituie un motiv suficient pentru ca acesta să înceteze să mai fie un intermediar util între guvernul pe care îl reprezintă și guvernul pe lângă care este acreditat." 
Această scrisoare a fost transmisă la 16 iunie 1871 Ministerului Afacerilor Străine al Rusiei de către Jeremiah Curtin ministru plenipotențiar al Statelor Unite. Momentul era critic, deoarece o vizită a Marelui Duce Aleksei Aleksandrovici era programată pentru toamna aceluiaș an, iar prezența ministrului plenipotențiar al Rusiei în timpul vizitei era absolut necesară. Deși tonul scrisorii nu lăsa nicio îndoială asupra nemulțumirii americane, Ministerul Afacerilor Străine al Rusiei nu a reacționat în niciun fel, invocând pretextul că Aleksandr Gorceakov, singurul îndreptățit să ia o decizie, era plecat în Germania. Pe 18 august, Statele Unite au revenit cu cererea de rechemare, solicitând ca problema să fie rezolvată înainte de vizita Marelui Duce. În cele din urmă guvernul rus a răspuns, cu rugămintea ca guvernul Statelor Unite să tolereze prezența ministrului Catacazi până în momentul în care Marele Duce era prezentat Președintelui Statelor Unite, urmând ca însărcinarea sa să înceteze imediat după aceea. Acest răspuns era o gafă dipomatică. Conform protocolului, ministrul plenipotențiar al Rusiei era cel care trebuia să-l prezinte pe Marele Duce, astfel încât menținerea lui în post îl silea pe președintele Ulysses S. Grant să-l primească pe Catacazi, deși îl declarase oficial "persona non grata".
De aceea, chiar dacă, în general, vizita Marelui Duce în America a fost considerată un succes, recepția lui la Casa Albă în Washington a fost extrem de scurtă și rece. Întâlnirea sa cu președintele Grant, la care Konstantin Catacazi era prezent, a durat doar 15 minute, timp în care Marele Duce s-a întreținut în special cu Doamna Grant. Întreaga vizită la Washington a durat doar o singură zi. Nu s-a organizat nicio recepție oficială la Washington în cinstea Marelui Duce, deși în timpul tuturor celorlalte vizite ale membrilor unor case domnitoare s-au organizat dineuri de gală. Astfel de dineuri au avut loc când președintele John Tyler l-a primit pe François d'Orléans, principe de Joinville, fiul regelui Ludovic-Filip al Franței, când președintele Abraham Lincoln l-a primit pe Principele Napoleon Joseph Bonaparte și chiar când președintele Ulysses Grant l-a primit pe Kamehameha al V-lea, regele Insulelor Sandwich. Nemulțumirea președintelui Grant cu privire la întârzierea rechemării lui Catacazi era evidentă și, în condițiile date, era exclus să se poată așeza la aceeași masă cu ministrul Catacazi. De aceea, recepția Marelui Duce la Casa Albă a fost o gravă lovitură pentru diplomația rusă. Existase speranța ca, în timpul întâlnirii, să se semneze un tratat de alianță militară între Statele Unite și Rusia. Deoarece prevederile unui asemenea tratat ar fi trebuit să facă obiectul unor negocieri prealabile, în care ar fi fost implicat ministrul Catacazi, nu a mai avut loc semnarea vreunui document oficial între cele două state.
Pe 26 noiembrie 1871, Catacazi a informat Departamentul de Stat că Generalul Aleksandr Gorlov,  atașatul militar al Rusiei, urma să preia conducerea Legației Imperiale a Rusiei la Washington.

## Comentariile președintelui Grant
Tensiunea diplomatică generată de atitudinea lui Constantin Catacazi a fost atât de puternică, încât președintele Grant a considerat necesar să informeze Congresul printr-o înștiințare specială. Aceleeași informare a fost repetată în al treilea discurs al președintelui despre Starea Uniunii:
„Relațiile de strânsă prietenie care au existat de multă vreme între Statele Unite și Rusia continuă fără impedimente. Vizita celui de al treilea fiu al împăratului este o dovadă din partea guvernului rus de a nu scădea cordialitatea acestor relații. Primirea Marelui Duce cu toată ospitalitatea este o dovadă din partea noastră că împărtășim dorința guvernului rus. Comportarea de neiertat a ministrului rus la Washington a determinat cererea de rechemare a sa și refuzul nostru de a-l mai primi în calitate de reprezentant diplomatic. Era imposibil, pentru auto-respectul sau chiar pentru demnitatea țării noastre, să permitem Dlui Catacazi să continue să aibă relații cu guvernul Statelor Unite, după insultele personale pe care le-a adus unor reprezentanți ai guvernului și ingerințele repetate, prin diferite mijloace, în relațiile dintre Statele Unite și alte țări. În conformitate cu dorința mea, guvernul nostru a fost scutit de a mai avea relații cu Dl. Catacazi, iar conducerea treburilor legației imperiale a fost încredințată unui bărbat  împotriva căruia nu  se mai poate ridica nici cea mai mică obiecție.”
Deși Konstantin Catacazi a părăsit Statele Unite, aceasta nu a dus la terminarea intrigilor sale. În 1872 a publicat o carte la Paris în care descria conflictul său cu guvernul Statelor Unite. Intitulată “Un incident diplomatic”, cartea era concepută sub forma unei scrisori deschise adresate Șefului Curții Supreme a Statelor Unite, Salmon Portland Chase. Curtea Supremă nu a răspuns acestei scrisori. Pentru Statele Unite conflictul se terminase în momentul rechemării lui Catacazi.